# 瓷象牙貝
瓷象牙貝（学名：Laevidentalium philippinarum）为光滑象牙貝科光滑象牙貝屬下的一个种。其种加词“philippinarum”意为“菲律宾的”。